# Liste des épisodes d'Avatar, le dernier maître de l'air

Ceci est une liste des épisodes de la série animée diffusée par Nickelodeon, intitulée Avatar, le dernier maître de l'air. 
Chacune des saisons représente un « livre » et chacun des épisodes représente un « chapitre ». La liste est ordonnée suivant la date de diffusion qui, à l'exception de quelques épisodes, correspond à la continuité du récit.

## Épisodes

### Épisodes publiés

#### Livre un: L'Eau
Aang sera accompagné de Sokka, le grand frère de Katara, et de Katara, la petite sœur de Sokka
| Titre | Titre original (en)                       | Date de diffusion d'origine | Chapitre # | Épisode # |
| --- | ----------------------------------------- | --------------------------- | ---------- | --------- |
| Pilote non diffusé | Unaired Pilot                             | non diffusé                 | 0          | 0         |
| Sokka et sa sœur Katara doivent voyager à travers le monde pour trouver des maîtres pour Aang, qui est l'Avatar. Toutefois, ils doivent échapper au prince Zuko de la Nation du Feu, qui veut capturer Aang. |                                           |                             |            |           |
| |                                           |                             |            |           |
| Le garçon bloqué dans l'iceberg | The Boy in the Iceberg                    | 21 février 2005             | 1          | 1         |
| Sokka et Katara, deux adolescents frère et sœur vivant au pôle Sud, découvrent Aang et son bison volant, Appa, emprisonnés dans un iceberg. Après que Katara le libère accidentellement, Aang apprend qu'il est le dernier maître de l'air ayant survécu. Entre-temps, sa décongélation attire l'attention de Zuko de la Nation du Feu. |                                           |                             |            |           |
| |                                           |                             |            |           |
| Avatar, le retour | The Avatar Returns                        | 21 février 2005             | 2          | 2         |
| Prince Zuko attaque la Tribu de l'Eau du Sud, cherchant à capturer l'Avatar, Aang. Katara et Sokka volent au secours d'Aang sur Appa. |                                           |                             |            |           |
| |                                           |                             |            |           |
| Le temple de l'air austral | The Southern Air Temple                   | 25 février 2005             | 3          | 3         |
| Sur la route du pôle Nord, Aang, Sokka et Katara visitent l'ancienne demeure d'Aang, le temple de l'air austral. Aang apprend que le génocide de son peuple est l'œuvre de la Nation du feu ; sa colère déclenche son état d'Avatar, qui avertit chaque peuple (Tribu de l'Eau, Nation du Feu, Royaume de la Terre, Nomades de l'Air) que l'Avatar est de retour. Pendant ce temps, Zuko et son oncle, Iroh, doivent réparer leur bateau dans un port de la Nation du Feu commandé par un rival, le commandant Zhao. |                                           |                             |            |           |
| |                                           |                             |            |           |
| Les guerrières Kyoshi | The Warriors of Kyoshi                    | 4 mars 2005                 | 4          | 4         |
| Pendant qu'Aang et ses amis entament le survol du vaste Royaume de la terre, ils sont capturés par des femmes guerrières de l'île de Kyoshi. Sokka s'entraîne avec les guerrières de l'île tandis qu'Aang prend la grosse tête et laisse les villageois le vénérer. |                                           |                             |            |           |
| |                                           |                             |            |           |
| Le roi d'Omashu | The King of Omashu                        | 18 mars 2005                | 5          | 5         |
| À Omashu, Aang et sa bande saccagent une partie de la ville en jouant sur un chariot. Le roi d'Omashu défie Aang au cours de trois épreuves qui requièrent de l'esprit créatif avant de permettre à Aang et ses amis de quitter la ville. Le roi d'Omashu est en fait un ami d'enfance de Aang avec qui il dévalait déjà les toboggans de livraison (qui ne sont pas faits pour ça) avec Aang il y a cent ans de cela. |                                           |                             |            |           |
| |                                           |                             |            |           |
| Emprisonnée | Imprisoned                                | 25 mars 2005                | 6          | 6         |
| Aang, Katara, et Sokka s'arrêtent dans un village du Royaume de la Terre où tous les maîtres de la terre sont réduits à l'esclavage par la Nation du Feu. Katara provoque accidentellement l'arrestation d'un maître de la terre, Haru. Elle dupe alors la nation du feu en se faisant passer pour un maître de la terre, se faisant ainsi arrêter à son tour, pour pouvoir aider à libérer le maître de la terre depuis l'intérieur. |                                           |                             |            |           |
| |                                           |                             |            |           |
| Le monde spirituel (Solstice d'hiver, partie 1) | Winter Solstice, part 1: The Spirit World | 8 avril 2005                | 7          | 7         |
| Le groupe trouve un petit village du Royaume de la Terre qui subit l'assaut répété d'un monstre du monde spirituel. Aang tente d'arrêter le monstre qui détruit le village mais il passe accidentellement dans le monde spirituel. Pendant ce temps, Iroh est capturé par un groupe de soldats du royaume de la terre et Zuko part à sa recherche. |                                           |                             |            |           |
| |                                           |                             |            |           |
| L'avatar Roku (Solstice d'hiver, partie 2) | Winter Solstice, part 2: Avatar Roku      | 15 avril 2005               | 8          | 8         |
| Aang doit se rendre au temple du feu, alors que Zuko et Zhao se battent en duel, pour recevoir un message de l'Avatar Roku. Il apprend bien assez tôt que même les sages veillant sur le temple de l'Avatar sont contre lui. |                                           |                             |            |           |
| |                                           |                             |            |           |
| Le manuscrit de la maîtrise de l'eau | The Waterbending Scroll                   | 29 avril 2005               | 9          | 9         |
| Katara dérobe un parchemin de la maîtrise de l'eau à une bande de pirates et commence à enseigner la maîtrise de l'eau à Aang avant qu'ils n'atteignent le pôle Nord. Zuko et Iroh apprennent que des pirates ont été détroussés par l'Avatar et font équipe avec eux afin de capturer Aang. |                                           |                             |            |           |
| |                                           |                             |            |           |
| Jet | Jet                                       | 6 mai 2005                  | 10         | 10        |
| Une bande de combattants insurgés, menés par le voyou Jet, sauve Aang, Katara et Sokka d'un petit groupe de soldats de la Nation du Feu. Les rebelles demandent leur aide pour se débarrasser de la ville voisine de la Nation du Feu, mais Sokka se doute des vraies intentions de Jet. |                                           |                             |            |           |
| |                                           |                             |            |           |
| Le grand canyon | The Great Divide                          | 20 mai 2005                 | 11         | 11        |
| Alors qu'il doit traverser un canyon à pied, Aang doit intervenir entre deux tribus, les Zhangs et les Gan-Jins, qui se querellent depuis 100 ans. Après avoir envoyé Appa de l'autre côté avec les malades et les vieillards, ils se retrouvent tous coincés au fond du canyon lorsque leur guide, un maître de la terre, se casse les bras. |                                           |                             |            |           |
| |                                           |                             |            |           |
| La tempête | The Storm                                 | 3 juin 2005                 | 12         | 12        |
| Alors que la tempête approche, Aang raconte à Katara pourquoi il s'est enfui du temple de l'air il y a 100 ans. Entre-temps sur le bateau de Zuko, Iroh explique à l'équipage comment le prince a reçu sa cicatrice et a été banni de la Nation du Feu. |                                           |                             |            |           |
| |                                           |                             |            |           |
| L'esprit bleu | The Blue Spirit                           | 17 juin 2005                | 13         | 13        |
| Aang doit se rendre chez un herboriste pour se procurer un remède contre la maladie qui frappe Sokka et Katara. Alors qu'il rejoignait ses deux amis, il est attaqué et capturé par les archers Yu Yan, envoyés pour lui par le nouvellement promu amiral Zhao. Un mystérieux homme masqué maniant le sabre aidera Aang dans son évasion. |                                           |                             |            |           |
| |                                           |                             |            |           |
| La diseuse de bonne aventure | The Fortuneteller                         | 23 septembre 2005           | 14         | 14        |
| Katara persuade Sokka et Aang d'aller dans un village pour voir une diseuse de bonne aventure appelée tante Wu. Katara devient très enthousiaste lorsque la diseuse de bonne aventure lui prédit qu'elle va tomber amoureuse. Sokka, de son côté, doute des prédictions de tante Wu, et les faits lui donnent raison lorsque le volcan, dont elle avait prédit qu'il ne détruirait pas le village, entre en éruption. |                                           |                             |            |           |
| |                                           |                             |            |           |
| Bato de la tribu de l'eau | Bato of the Water Tribe                   | 7 octobre 2005              | 15         | 15        |
| Katara et Sokka rencontrent Bato, un des hommes de leur tribu parti à la guerre avec leur père, Hakoda, et leur apprend qu'il devrait recevoir des informations pour le rejoindre. Enthousiastes à l'idée de retrouver leur père, Sokka et Katara n'ont plus aucune attention pour Aang qui se sent délaissé. Lorsque le message pour rejoindre Hakoda arrive, Aang le cache. Pendant ce temps, Zuko et son oncle traquent toujours l'Avatar avec les services d'une chasseuse de primes montant un animal au flair infini… |                                           |                             |            |           |
| |                                           |                             |            |           |
| Le déserteur | The Deserter                              | 21 octobre 2005             | 16         | 16        |
| L'Avatar et ses amis sont sauvés par un homme appartenant à la bande d'un déserteur de la Nation du Feu lors d'une fête dans une ville de la Nation du Feu. Aang apprend la maîtrise du feu, mais blesse Katara. Après cela, il se jure de ne plus jamais utiliser le feu. |                                           |                             |            |           |
| |                                           |                             |            |           |
| Le temple de l'air boréal | The Northern Air Temple                   | 4 novembre 2005             | 17         | 17        |
| Apprenant la présence d'hommes volants au temple de l'air boréal, Aang se précipite, croyant trouver d'autres maîtres de l'air. Il se rend compte que le lieu a été en réalité habité par un inventeur et sa tribu, qui s'y étaient réfugiés en fuyant la Nation du Feu, saccageant le bâtiment sacré pour les besoins de leurs machines. |                                           |                             |            |           |
| |                                           |                             |            |           |
| Le grand maître de l'eau | The Waterbending Master                   | 18 novembre 2005            | 18         | 18        |
| Arrivant enfin au pôle Nord, Aang et Katara s'apprêtent à recevoir l'enseignement du plus grand maître de l'eau vivant, maître Pakku. Mais celui-ci refuse de donner un quelconque enseignement à Katara quand il se rend compte qu'elle est une fille. Pendant ce temps-là, Sokka fait la connaissance de la belle princesse Yue. |                                           |                             |            |           |
| |                                           |                             |            |           |
| Le siège du nord (Partie 1) | The Siege of the North, Part I            | 2 décembre 2005             | 19         | 19        |
| La Nation du Feu, menée par le commandant Zhao, se prépare pour le combat contre la tribu du pôle Nord. Alors que Sokka est chargé de donner le plus d'informations possibles au sujet de la Nation du Feu à un commando spécial, le chef de la tribu lui demande de servir de garde du corps pour sa fille, la princesse Yue. Aang et Katara cherchent quant à eux les esprits de la Lune et de l'Océan pour invoquer leur aide pour le combat, alors que Zuko réussit à s'infiltrer derrière les murailles de la cité pour capturer l'Avatar. |                                           |                             |            |           |
| |                                           |                             |            |           |
| Le siège du nord (Partie 2) | The Siege of the North, Part II           | 2 décembre 2005             | 20         | 20        |
| La bataille bat son plein et Zuko s'enfuit dans la toundra en emportant Aang avec lui. Katara, Sokka et Yue partent à sa recherche alors que Zhao annonce à Iroh qu'il compte annihiler les pouvoirs des maîtres de l'eau en tuant Tui, l'esprit de la Lune. Dans le monde des esprits, inconscient de ce qui arrive à son corps pendant ce temps-là, Aang apprend auprès de Roku qu'une seule personne est assez ancienne pour savoir où sont passés les esprits de la Lune et de l'Océan alors qu'ils se sont incarnés sur terre : le terrible Koh, le voleur de visages. À la fin de l'épisode, Yue s'est sacrifiée en devenant le nouvel esprit de la Lune. Après que l'équilibre fut restauré, Zuko est en train de se battre contre l'Amiral Zhao. Zuko tendit sa main pour le rattraper, mais l'Amiral Zhao finira par mourir en étant capturé par l'Esprit de l'Océan, en refusant de prendre la main du Prince Zuko. |                                           |                             |            |           |

#### Livre deux: La Terre
Les deux premiers chapitres composent la première de la saison. Les deux derniers chapitres composent la finale de la saison.
Aang, Sokka et Katara seront accompagnés d'une mentore nommée «Toph»
| Titre | Titre Original (en)       | Date de diffusion d'origine | Chapitre # | Épisode # |
| --- | ------------------------- | --------------------------- | ---------- | --------- |
| L'état d'avatar | The Avatar State          | 17 mars 2006                | 1          | 21        |
| Après avoir quitté le pôle nord, Aang et ses compagnons se rendent au royaume de la Terre afin d'être escortés jusqu'à Omashu, pour que Aang puisse apprendre la maîtrise de la terre auprès du Bumi. Un général de la Terre propose à Aang de l'aider à passer dans l'état d'avatar afin qu'il puisse vaincre le seigneur du feu sans passer par l'apprentissage. Pendant ce temps, Azula — la sœur de Zuko — annonce à ce dernier que le seigneur du feu lui a pardonné ainsi qu'à Iroh et qu'ils peuvent retourner avec elle au royaume du Feu. |                           |                             |            |           |
| |                           |                             |            |           |
| La grotte des amoureux | The Cave of Two Lovers    | 24 mars 2006                | 2          | 22        |
| Sur la route d'Omashu, Aang et ses amis rencontrent une troupe de chanteurs qui les conduit à un tunnel appelé « la grotte des amoureux ». Dans ces tunnels, Aang, Katara et Appa sont séparés de Soka et des chanteurs. De leur côté, Zuko et son oncle sont hébergés par une femme et sa fille, après que ce dernier a accidentellement bu du thé empoisonné. La fille, Song, explique à Zuko les effets de la guerre du point de vue d'un civil. |                           |                             |            |           |
| |                           |                             |            |           |
| Retour à Omashu | Return to Omashu          | 7 avril 2006                | 3          | 23        |
| Aang et son groupe constatent que Omashu a été capturée par la nation du feu. Ils s'infiltrent dans la cité et sont capturés par des soldats du feu, mais ceux-ci les relâchent en croyant Sokka victime d'une grave maladie. Ils rencontrent alors la résistance et permettent aux citoyens de s'échapper en simulant une épidémie. En quittant la ville, ils constatent que TomTom, le très jeune fils du gouverneur d'Omashu, les a accompagnés. Ils proposent au gouverneur de l'échanger contre le roi Bumi. |                           |                             |            |           |
| |                           |                             |            |           |
| Le marais | The Swamp                 | 14 avril 2006               | 4          | 24        |
| Alors que Aang et ses amis survolent un marais, l'avatar croit être appelé. Sokka le persuade que ce n'est rien, mais plusieurs tornades apparaissent et les jettent au sol. Séparés de Appa et Momo, ils sont victimes d'hallucinations et cherchent leur chemin, pendant qu'Appa et Momo sont capturés. De son côté, Zuko vole de la nourriture pour lui et son oncle. |                           |                             |            |           |
| |                           |                             |            |           |
| La fête de l'avatar | Avatar Day                | 28 avril 2006               | 5          | 25        |
| Après avoir subi une attaque de soldats de la Nation du Feu, le groupe arrive dans une ville en pleine célébration de la fête de l'Avatar. Ils se rendent vite compte qu'il s'agit d'une fête anti-Avatar, et Aang est arrêté pour avoir tué Chin le grand dans une vie passée. Sokka et Katara vont sur l'île Kyoshi afin de trouver des preuves de l'innocence de Aang. |                           |                             |            |           |
| |                           |                             |            |           |
| La combattante qui n'a pas une bonne vue | The Blind Bandit          | 5 mai 2006                  | 6          | 26        |
| Toujours à la recherche d'un maître pour lui enseigner la maîtrise de la terre, Aang et ses compagnons assistent à un tournoi de maîtres de la terre. Là, Aang reconnaît la « combattante qui n'a pas une bonne vue », une jeune fille qu'Aang avait vue dans sa vision dans les marais. Aang la défie lors de ce tournoi et gagne facilement, mais elle refuse de lui enseigner la maîtrise de la terre. Ils sont tous les deux capturés par le propriétaire du tournoi qui pense que leur combat était truqué. Mais ils finissent par se libérer ; et, contre l'avis de ses parents, Toph décide d'accompagner l'Avatar. |                           |                             |            |           |
| |                           |                             |            |           |
| Zuko, seul | Zuko Alone                | 12 mai 2006                 | 7          | 27        |
| Après avoir laissé son oncle, Zuko poursuit son voyage seul. Il rencontre un jeune garçon qui le fait venir chez lui pour manger. Il reste quelque temps et se souvient de sa vie avant son bannissement, en particulier de sa mère et de sa sœur cruelle, Azula. |                           |                             |            |           |
| |                           |                             |            |           |
| Pris en chasse | The Chase                 | 26 mai 2006                 | 8          | 28        |
| Aang, Katara, Sokka et Toph sont pourchassés par une machine inconnue, qui les rattrape chaque fois qu'ils veulent s'installer pour se reposer, les obligeant à fuir. La machine se révèle être contrôlée par Azula et ses deux acolytes Mai et Ty Lee. À la suite d'une dispute entre Katara et Toph, cette dernière s'en va seule et rencontre Iroh, qui suit Zuko de loin. De leur côté, les autres ont nettoyé les poils d'Appa — qui indiquaient où ils se trouvaient à Azula — et Aang fait diversion en partant d'un côté pendant que Sokka et Katara partent d'un autre. |                           |                             |            |           |
| |                           |                             |            |           |
| Apprentissage difficile | Bitter Work               | 2 juin 2006                 | 9          | 29        |
| Aang commence son apprentissage de la maîtrise de la terre sous le patronage de Toph. La terre, élément opposé de l'air, est particulièrement difficile à maîtriser pour Aang. Sokka tombe dans un trou en tentant de chasser un animal et sera secouru par Aang, qui dépassera son appréhension et maîtrisera la terre. De son côté, Iroh tente, avec peu de succès, de transmettre à Zuko ses connaissances sur les éclairs pour qu'il puisse affronter sa sœur Azula lors de leur prochaine rencontre. |                           |                             |            |           |
| |                           |                             |            |           |
| La bibliothèque | The Library               | 14 juillet 2006             | 10         | 30        |
| Un professeur parle au groupe d'une bibliothèque tenue par un esprit qui serait dans le désert. Sokka trouve la librairie à moitié enfouie dans le sable. Bien que la salle concernant la nation du feu ait été ravagée par les flammes, les amis découvrent un secret crucial sur les maîtres du feu qui pourrait mettre fin à la guerre : lors d'une éclipse solaire, les maîtres du feu avaient perdu leurs pouvoirs, ce jour-là avait été nommé « Le jour le plus noir de la nation du feu ». Cependant, l'esprit de la bibliothèque décide de détruire la bibliothèque. Toph choisit de sauver ses amis plutôt que d'aider Appa, qui est enlevé par des nomades du désert. |                           |                             |            |           |
| |                           |                             |            |           |
| Le désert | The Desert                | 14 juillet 2006             | 11         | 31        |
| Le groupe traverse le désert pour rejoindre Ba Sing Se, la capitale du royaume de la terre, afin d'apprendre au roi de la terre le secret qu'ils ont découvert sur les maîtres du feu. Appa manque cruellement à Aang. Lors de leur rencontre avec les nomades du désert, Aang, ne maîtrisant plus sa colère, se retrouve en état d'avatar. Katara l'aide alors à redevenir lui-même. De leur côté, Iroh et Zuko échappent à la nation du feu et à des chasseurs de primes grâce à l'aide d'une société secrète dont ferait partie Iroh. |                           |                             |            |           |
| |                           |                             |            |           |
| Voyage à Ba Sing Se - Le passage du serpent | The Serpent's Pass        | 15 septembre 2006           | 12         | 32        |
| Sortis du désert, les amis, avec une guerrière de Kyoshi du nom de Suki (une amie de Sokka), aident un couple à traverser le Passage du serpent. Aang commence à surmonter la douleur de la perte d'Appa. Iroh et Zuko, à bord du ferry pour Ba Sing Se, rencontrent Jet qui propose à Zuko de rejoindre les Guerriers de la Liberté. |                           |                             |            |           |
| |                           |                             |            |           |
| Voyage à Ba Sing Se - La foreuse | The Drill                 | 15 septembre 2006           | 13         | 33        |
| Alors qu'il vient d'arriver aux portes de Ba Sing Se avec ses amis, Aang, qui avait choisi de partir seul à la recherche d'Appa, se voit contraint de protéger la cité d'une gigantesque foreuse de la nation du feu sous le commandement d'Azula et qui s'apprête à enfoncer les murailles de la cité soi-disant imprenable. |                           |                             |            |           |
| |                           |                             |            |           |
| Une cité de murailles et de secrets | City of Walls and Secrets | 22 septembre 2006           | 14         | 34        |
| Le petit groupe est enfin arrivé à Ba Sing Se et bénéficient d'une visite guidée de la part d'une servante de Long Feng, le grand secrétaire de la ville. Cependant, ils réalisent vite qu'ils sont étroitement surveillés et leur présence masquée aux yeux des habitants. Parallèlement, Jet démasque Iroh et Zuko et tente d'empêcher de nuire les deux maîtres du feu. |                           |                             |            |           |
| |                           |                             |            |           |
| A la découverte de Ba Sing Se | The Tales of Ba Sing Se   | 29 septembre 2006           | 15         | 35        |
| Ce chapitre regroupe plusieurs aventures parallèles se déroulant à Ba Sing Se et mettant en scène Aang et l'une de ses missions d'avatar, Katara et Toph et la féminité, Sokka et la poésie, Zuko et l'amour, son oncle Iroh et sa bonté, et même Momo et son sentiment de manque vis-à-vis d'Appa. |                           |                             |            |           |
| |                           |                             |            |           |
| Les jours d'errance d'Appa | Appa's Lost Days          | 13 octobre 2006             | 16         | 36        |
| Cet épisode est un flash-back retraçant le voyage d'Appa jusqu'à Ba Sing Se, où il se fait d'abord capturer dans le désert par les maîtres des sables (près de la bibliothèque) qui le revendent à un directeur de cirque. En plein numéro, Appa va s'échapper mais en gardant en lui une peur terrible du feu. Il va être guéri et soigné par Suki, une amie de Sokka, et ses guerrières Kyoshi. Mais devant fuir l'arrivée d'Azula qui traque l'Avatar, Appa se réfugie au temple de l'air austral. Là, il rencontre le Gourou Pathik qui le charge d'une lettre pour Aang. L'épisode se termine quand il se rend à Ba Sing Se mais finit par être capturé de nouveau, cette fois-ci par Long Feng. |                           |                             |            |           |
| |                           |                             |            |           |
| Le lac Laogai | Lake Laogai               | 3 novembre 2006             | 17         | 37        |
| Katara, durant une campagne de recherche d'Appa, croise Jet. Mais visiblement, celui-ci se comporte étrangement et malgré les tentatives de ses comparses, nie tout événement depuis son arrivée. Sokka arrive à la conclusion qu'il a subi un lavage de cerveau. Aang, Katara, Toph, Sokka, Jet et sa bande se rendent alors au lac Laogai qui se trouve être la base secrète du Dai Li dont le chef est Long Feng. Là, Aang retrouve Appa. |                           |                             |            |           |
| |                           |                             |            |           |
| Le roi de la terre | The Earth King            | 17 novembre 2006            | 18         | 38        |
| Aang, Katara, Sokka et Toph tentent par de nombreux moyens de persuader le roi de la terre de la terrible vérité que Long Feng lui a cachée : la nation du feu veut détruire le Royaume de la Terre ; mais le Roi reste incrédule à ces révélations. Le roi finit tout de même par donner raison à l'avatar et à ses amis et décide d'enfermer Long Feng. Sokka peut donc révéler son plan au roi : attaquer la nation du feu lors de la prochaine éclipse solaire. À la fin de l'épisode, Aang emmène, sur le dos d'Appa, Sokka rejoindre son père tandis que Katara reste auprès du Roi pour le conseiller. De son côté,Toph se fait capturer. |                           |                             |            |           |
| |                           |                             |            |           |
| Le gourou | The Guru                  | 1er décembre 2006           | 19         | 39        |
| Aang a rejoint le gourou Pathik au temple de l'air oriental et tente d'apprendre à passer à l'état d'avatar à tout moment grâce à son aide, mais le parcours initiatique est ardu : il lui faut ouvrir ses 7 portes de chakra. Parallèlement, Katara remarque, effarée, la présence de Zuko et Iroh dans Ba Sing Se et pire encore, se fait capturer lorsqu'elle démasque les fausses guerrières Kyoshi qui se révèlent être Azula, Mai et Ty Lee. Aang, ayant eu une vision de cet évènement, ne peut se résoudre à lutter contre l'attachement qu'il porte à Katara. Il abandonne donc le gourou pour partir sauver son amie ce qui lui ferme sa septième porte du chakra ainsi que la possibilité d'entrer à nouveau dans l'état d'Avatar. Zuko semble s'être résolu de bon gré à suivre la voie de son oncle, il accepte de travailler avec lui dans son salon de thé. Azula va être emmenée face à Long Feng qui lui propose un marché. Toph, quant à elle, arrive à se libérer. |                           |                             |            |           |
| |                           |                             |            |           |
| Les carrefours du destin | The Crossroads of Destiny | 1er décembre 2006           | 20         | 40        |
| Azula s'est emparée du Dai Li qui trahit Long Feng. Elle s'apprête à renverser le roi. Katara et Zuko sont prisonniers dans les catacombes de cristal, Zuko raconte l'histoire de sa cicatrice à Katara qui compatit maintenant avec lui elle qui le détestait tant auparavant. Elle sort une eau magique qu'elle gardait en cas de grande nécessite et s'apprête à soigner sa cicatrice quand Iroh et Aang, unis pour les sauver, arrivent. Mais Azula intervient et va enjoindre à son frère de choisir entre la vie paisible et banale qu'il menait avec son oncle ou l'aider à prendre Ba Sing Se et ainsi récupérer son honneur. Finalement, Zuko se retourne contre son oncle et s'allie avec Azula. Katara et Aang se retrouvent seuls dans cette grotte face à Azula, Zuko et un bon nombre de soldats de l'armée du Dai Li. Voyant lui et son amie en danger, dans l'impuissance de vaincre toute cette troupe, Aang utilise l'enseignement du Gourou Pathik pour passer dans l'état d'avatar. Malheureusement, consciente qu'en le tuant dans l'état d'avatar elle empêcherait sa réincarnation et donc qu'il n'y en aurait plus jamais d'avatar, Azula lance un éclair en plein cœur d'Aang qui tombe à terre. « L'AVATAR EST MORT ! » Aang, Toph, Sokka, Katara et le roi de la terre sont obligés de s'enfuir sur le dos d'Appa. Iroh les a aidé à s'échapper mais il est maintenant considéré comme traître à la nation du feu et va être emprisonné. Ba Sing Se, la cité réputée imprenable, vient de tomber aux mains de la nation du feu. À la fin de l'épisode, en larmes, Katara sort l'eau qu'elle avait montrée à Zuko pour soigner Aang. Il rouvre les yeux et tombe dans les bras de Katara. |                           |                             |            |           |

#### Livre trois: Le Feu
La situation est critique : Aang, Sokka, Katara et Toph sont en survie, Ba Sing Se, le dernier rempart, est détruit entre les mauvaises mains de la Nation du Feu, et Iroh est arrêté pour avoir aidé Katara à s'enfuir avec Aang, gravement blessé par l'attaque enflammée d'Azula et qui a été inconscient.
| Titre | Titre Original (en)                        | Date de diffusion d'origine | Chapitre # | Épisode # |
| --- | ------------------------------------------ | --------------------------- | ---------- | --------- |
| Le réveil | The Awakening                              | 21 septembre 2007           | 1          | 41        |
| Aang se réveille après plusieurs semaines, ses cheveux ayant poussé, et ne sait plus ce qui se passe: Il s'éveille sur un bateau de la nation du feu, trouve ses amis (dont Sokka dans une armure militaire) habillés en citoyens de la nation du feu… Et tout le monde le croit mort. Sokka lui révèle alors un plan qu'ils ont organisé, ses amis, son père et lui : une invasion des terres de la nation du feu lors du Jour du soleil noir. |                                            |                             |            |           |
| |                                            |                             |            |           |
| Le bandeau | The Headband                               | 28 septembre 2007           | 2          | 42        |
| Arrivés sur les terres de la nation du feu, Aang, Katara, Sokka et Toph s'installent dans une grotte. Le lendemain, ils se rendent à proximité d'un village et volent des vêtements locaux. Ce dont Aang ne se doute pas, c'est que sa tenue allait, par hasard, l'envoyer directement… dans une école de la nation du feu, où l'autorité et la rigueur ne correspondent pas vraiment à l'esprit joueur et libéré de notre héros. |                                            |                             |            |           |
| |                                            |                             |            |           |
| La dame peinte | The Painted Lady                           | 5 octobre 2007              | 3          | 43        |
| Notre quatuor débarque dans un village misérable construit sur une mer poisseuse et polluée par une usine à proximité qui s'attribue la nourriture et les médicaments destinés à aider les villageois. Mais une légende locale guette : la « Dame peinte », protectrice du village… |                                            |                             |            |           |
| |                                            |                             |            |           |
| Le maître de Sokka | Sokka's Master                             | 12 octobre 2007             | 4          | 44        |
| Sokka commence à se sentir inutile au sein du groupe, étant donné qu'il est la seule personne, selon ses termes, « normale » (sentiment dû au fait qu'il est le seul de la bande à ne pas être un maître d'un élément). Il décide alors de convaincre un grand maître épéiste, résidant dans le village qu'ils visitent actuellement, à faire de lui son apprenti. |                                            |                             |            |           |
| |                                            |                             |            |           |
| La plage | The Beach                                  | 19 octobre 2007             | 5          | 45        |
| Cet épisode met en avant Zuko, sa sœur Azula et ses deux amies (Mai, l'amour de Zuko, et Ty Lee), envoyés de force en vacances sur une île qu'ils connaissent depuis tout petits : l'île de la Braise. Lors de leur séjour là-bas, ils en apprendront un peu plus sur les autres et sur eux-mêmes. |                                            |                             |            |           |
| |                                            |                             |            |           |
| L'avatar et le seigneur du feu | The Avatar and the Firelord                | 24 octobre 2007             | 6          | 46        |
| Aang et Zuko en apprennent plus sur le passé de la nation du feu, et ce qui a engendré la guerre : le premier grâce à son ancienne réincarnation, l'avatar Roku (présent au moment des faits), et le second grâce à un manuscrit déposé anonymement (qui vient en réalité de son oncle Iroh) devant sa chambre et qui lui suggère d'aller lire un parchemin, écrit par son arrière-grand-père, Sozin, défunt seigneur du feu et meilleur ami de l'avatar Roku. |                                            |                             |            |           |
| |                                            |                             |            |           |
| La fugitive | The Runaway                                | 25 octobre 2007             | 7          | 47        |
| Toph se fait capturer et emmener par des gardes de la nation du feu, sous les yeux de Katara qu'elle accuse de l'avoir trahie. Trois jours plus tôt, Toph et Sokka avaient trouvé une solution pour gagner de l'argent : monter des arnaques. |                                            |                             |            |           |
| |                                            |                             |            |           |
| La marionnettiste | The Puppetmaster                           | 25 octobre 2007             | 8          | 48        |
| Nos quatre héros campent en pleine nuit autour d'un feu de camp dans une forêt, se racontant des histoires qui font peur. Après que Katara a narré une histoire vraie et assez glauque impliquant sa mère, ils sont découverts et logés par une vieille dame fort sympathique qui leur parle d'une histoire urbaine : il arrive souvent que des personnes disparaissent dans les bois où ils s'étaient installés précédemment. Katara va apprendre de nouvelles façon de maîtriser grâce à cette vieille dame qui lui enseignera la maîtrise de l'eau des êtres vivants qu'ils soient animales ou végétales et lui enseignera plus particulièrement la maîtrise du sang… |                                            |                             |            |           |
| |                                            |                             |            |           |
| Cauchemars et hallucinations | Nightmares and Daydreams                   | 26 octobre 2007             | 9          | 49        |
| Aang, Katara, Sokka et Toph arrivent au point de rendez-vous pour l'invasion de la Nation du Feu (une petite île entourée de rochers), prévue quatre jours plus tard. Appréhendant son inévitable combat contre Ozai (le seigneur du feu et père de Zuko), Aang entre dans une période d'angoisse et fait des cauchemars. Pour évacuer ce stress, il décide de s'entraîner davantage, voire exagérément, allant jusqu'à ne plus dormir, ce qui affecte sa raison. |                                            |                             |            |           |
| |                                            |                             |            |           |
| Le jour du soleil noir (1re partie) : L'invasion | The Day of Black Sun, Part 1: The Invasion | 12 novembre 2007            | 10         | 50        |
| Le grand jour commence : le Jour du Soleil noir, jour de l'invasion durant laquelle une éclipse solaire se produit, événement qui rend impuissants les maîtres du feu pendant environ huit minutes. Des amis (rencontrés par la bande lors de leur voyage et ramenés par le père de Katara et Sokka) viennent renforcer leur modeste armée, composée majoritairement de maîtres et de guerriers des tribus de l'eau et du royaume de la terre. |                                            |                             |            |           |
| |                                            |                             |            |           |
| Le jour du soleil noir (2e partie) : L'éclipse | The Day of Black Sun, Part 2: The Eclipse  | 12 novembre 2007            | 11         | 51        |
| La bataille se poursuit et nos héros parviennent à s'enfoncer dans les terres de la nation du feu. Alors que l'éclipse se présente et que Katara, Sokka et Toph participent activement sur le champ de bataille, Aang atteint finalement le palais royal. Zuko, quant à lui, retrouve son père et lui fait part de sa décision de libérer son oncle Iroh et de rejoindre l'avatar pour l'aider à le vaincre. Mais sa première initiative échoue, Iroh ayant réussi à s'échapper de la prison où on l'avait enfermé. |                                            |                             |            |           |
| |                                            |                             |            |           |
| Le temple de l'air de l'ouest | The Western Air Temple                     | 14 juillet 2008             | 12         | 52        |
| L'attaque de la nation du feu ayant échoué, le père de Sokka et Katara, ainsi que les autres personnes ayant participé à cette bataille, décident de rester sur place et de se constituer prisonniers pour permettre à l'Avatar, ses compagnons et quelques-uns de leurs amis de s'enfuir. Ils trouvent refuge dans le temple de l'air occidental, abandonné comme les autres. En repensant à tout ce qu'il a fait à ces derniers, Zuko, qui les a suivis et a monté un campement de fortune dans les parages, ne sait comment les convaincre de son repentir et faire qu'Aang l'accepte comme maître pour apprendre la maîtrise du feu.                                 |                                            |                             |            |           |
| |                                            |                             |            |           |
| Les maîtres du feu | The Firebending Masters                    | 15 juillet 2008             | 13         | 53        |
| Malgré la méfiance de Katara à son égard, Zuko a réussi à convaincre Aang de le laisser lui enseigner sa maîtrise du feu. Mais étrangement, celle-ci s'affaiblit considérablement. Aang et lui décident alors de remonter à l'origine première de la maîtrise du feu, détenue à la base par les dragons. Le dernier ayant été apparemment tué par Iroh (d'où son surnom de « Dragon de l'ouest »), ils se rendent tous deux dans les ruines des ancêtres des fils du feu. Mais ils ne s'attendaient pas à trouver des membres encore vivants de cette civilisation, les « Guerriers du Soleil ».                                                                         |                                            |                             |            |           |
| |                                            |                             |            |           |
| Le rocher bouillant, partie 1 | The Boiling Rock, Part 1                   | 16 juillet 2008             | 14         | 54        |
| Un soir, Sokka questionne Zuko sur l'endroit où auraient pu être emprisonnés son père et leurs compagnons. Il lui parle d'une prison de haute sécurité se trouvant sur une île située entre eux et la Nation du Feu, le « Rocher bouillant ». Laissant un mot aux autres (prétextant être partis pêcher), ils s'en vont tous les deux dans le ballon de guerre vers cette île dans l'intention de trouver et de libérer Hakoda. Ils infiltrent la prison, retrouvent Suki mais pas Hakoda et élaborent un plan d'évasion. |                                            |                             |            |           |
| |                                            |                             |            |           |
| Le Rocher bouillant, partie 2 | The Boiling Rock, Part 2                   | 16 juillet 2008             | 15         | 55        |
| Sokka décide de rester dans la prison pour libérer Hakoda qui vient d'arriver. Mai débarque parce qu'elle apprend que Zuko est au Rocher bouillant. Elle est suivie par Ty Lee et Azula. Sokka propose un nouveau plan d'évasion. |                                            |                             |            |           |
| |                                            |                             |            |           |
| Les cuirassés du sud | The Southern Raiders                       | 17 juillet 2008             | 16         | 56        |
| Katara en veut toujours à Zuko. Pour prouver sa bonne foi, celui-ci lui propose de retrouver le maître du feu qui a tué sa mère. Katara part avec Zuko à la recherche de l'assassin de sa mère avec le désir ardent de la venger. |                                            |                             |            |           |
| |                                            |                             |            |           |
| Les comédiens de l'île de Braise | The Ember Island Players                   | 18 juillet 2008             | 17         | 57        |
| Sokka et Suki proposent à l'équipe d'aller voir une pièce de théâtre parlant d'eux. Cette pièce semble décrire leur caractère et particulièrement leur montrer leurs défauts. Aang profite d'être un moment seul avec Katara pour lui demander ce qu'elle ressent pour lui. |                                            |                             |            |           |
| |                                            |                             |            |           |
| La comète de Sozin (1re partie) : Le roi phénix | Sozin's Comet, Part 1: The Phoenix King    | 19 juillet 2008             | 18         | 58        |
| Zuko ne comprend pas comment Aang et les autres peuvent se détendre alors que la comète de Sozin approche. Il révèle alors à ses amis le plan de son père. Ce qu’ils apprennent est effroyable et bouleverse Aang au plus haut point. |                                            |                             |            |           |
| |                                            |                             |            |           |
| La comète de Sozin (2e partie) : Les maîtres du passé | Sozin's Comet, Part 2: The Old Masters     | 19 juillet 2008             | 19         | 59        |
| Tandis que Aang cherche conseil auprès des avatars du passé, ses amis retrouvent les maîtres du Lotus blanc… qui sont tous en réalité de vieilles connaissances. Des retrouvailles merveilleuses s’annoncent à l’aube de la confrontation finale. |                                            |                             |            |           |
| |                                            |                             |            |           |
| La comète de Sozin (3e partie) : Dans le brasier | Sozin's Comet, Part 3: Into the Inferno    | 19 juillet 2008             | 20         | 60        |
| La comète en vue, chacun se lance à corps perdu dans son combat. Quant à Aang, il fait enfin face à son destin. |                                            |                             |            |           |
| |                                            |                             |            |           |
| La comète de Sozin (4e partie) : L'avatar Aang | Sozin's Comet, Part 4: Avatar Aang         | 19 juillet 2008             | 21         | 61        |
| L’avatar et ses amis ont-ils une chance de remporter la confrontation finale indemne ? Ou bien, espérons qu'ils y parviennent quand même… |                                            |                             |            |           |

## Vidéos disponibles

### En DVD

#### Livre un: L'Eau
| Nom du volume                      | Mise en vente     | Contenu |
| ---------------------------------- | ----------------- | --- |
| Livre un : L'Eau, volume 1         | 31 janvier 2006   | Le Garçon bloqué dans l'iceberg Avatar, le retour Le Temple de l'air austral Les Guerriers de Kyoshi Bonus sur le DVD                                                                                        |
|                                    |                   | |
| Livre un : L'Eau, volume 2         | 28 mars 2006      | Le Roi d'Omashu Emprisonnée Le Monde spirituel (Solstice d'hiver, partie 1) L'Avatar Roku (Solstice d'hiver, partie 2) Bonus sur le DVD                                                                      |
|                                    |                   | |
| Livre un : L'Eau, volume 3         | 30 mai 2006       | Le Manuscrit de la maîtrise de l'eau Jet Le Grand Canyon La Tempête Bonus sur le DVD |
|                                    |                   | |
| Livre un : L'Eau, volume 4         | 18 juillet 2006   | L'Esprit bleu La Diseuse de bonne aventure Bato de la Tribu de l'eau Le Déserteur Bonus sur le DVD |
|                                    |                   | |
| Livre un : L'Eau, volume 5         | 19 septembre 2006 | Le Temple de l'air boréal Le Grand Maître de l'eau Le Siège du nord (Partie 1) Le Siège du nord (Partie 2) Bonus sur le DVD                                                                                  |
|                                    |                   | |
| La Collection complète du livre un | 19 septembre 2006 | Les épisodes dans les cinq DVD du Livre un : L'Eau et leurs bonus. Un autre DVD avec plusieurs autres bonus comme l'épisode pilote avec les commentaires des créateurs. Une carte du monde d'Avatar (Petite) |

#### Livre deux: La Terre
| Nom du volume                        | Mise en vente     | Contenu |
| ------------------------------------ | ----------------- | --- |
| Livre deux : La Terre, volume 1      | 23 janvier 2007   | L'État d'Avatar La Grotte des amoureux Retour à Omashu Le Marais La Fête de l'Avatar Bonus sur le DVD Livre de collection exclusif (comic)                    |
|                                      |                   | |
| Livre deux : La Terre, volume 2      | 10 avril 2007     | La Fripouille aveugle Zuko, seul Pris en chasse Un apprentissage difficile La Bibliothèque Bonus sur le DVD Livre de collection exclusif (comic)              |
|                                      |                   | |
| Livre deux : La Terre, volume 3      | 22 mai 2007       | Le Désert Le Passage du serpent La Foreuse Une cité de murailles et de secrets Les Contes de Ba Sing Se Bonus sur le DVD Livre de collection exclusif (comic) |
|                                      |                   | |
| Livre deux : La Terre, volume 4      | 14 août 2007      | Les Jours perdus d'Appa Le Lac Laogai Le Roi de la terre Le Gourou Les Carrefours du destin Livre de collection exclusif (comic)                              |
|                                      |                   | |
| La Collection complète du livre deux | 11 septembre 2007 | Les épisodes dans les cinq DVD du Livre deux : La Terre et leurs bonus. Un autre DVD avec plusieurs autres bonus.                                             |

#### Livre trois: Le Feu
| Nom du volume                  | Mise en vente   | Contenu |
| ------------------------------ | --------------- | --- |
| Livre trois : Le Feu, volume 1 | 30 octobre 2007 | Le Réveil Le Bandeau La Dame peinte Le Maître de Sokka La Plage |
| Livre trois : Le Feu, volume 2 | 22 janvier 2008 | L'Avatar et le Seigneur du feu La Fugitive La Marionnettiste Cauchemars et Hallucinations Le Jour du Soleil noir (1re partie) : L'Invasion |
| Livre trois : Le Feu, volume 3 | 6 mai 2008      | Le Jour du Soleil noir (2e partie) : L'Éclipse Le Temple de l'air de l'Ouest Les Maîtres du feu Le Rocher bouillant, partie 1 Le Rocher bouillant, partie 2                                                                                               |
| Livre trois : Le Feu, volume 4 | 29 juillet 2008 | Les Cuirassés du sud Les Acteurs de l'île de Braise La Comète de Sozin (1re partie) : Le Roi Phénix La Comète de Sozin (2e partie) : Les Maîtres du passé La Comète de Sozin (3e partie) : Dans le brasier La Comète de Sozin (4e partie) : L'Avatar Aang |